# Wisconsin (rivier)
De Wisconsin is een rivier in de gelijknamige Amerikaanse staat Wisconsin en een zijrivier van de Mississippi. Met 692 kilometer is het de langste rivier van de staat.

## Naam
De naam van de rivier duikt voor het eerst op als Meskousing in een document uit 1673 van de Franse missionaris Jacques Marquette (zie geschiedenis). Franse kolonisten vervormden deze naam tot Ouisconsin en begin 19e eeuw (nog voor de instelling van het Wisconsin-territorium) werd dit verbasterd tot Wisconsin. De oorsprong van de naam ligt in een Algonkische taal die door een lokale stam werd gesproken. De betekenis is onzeker.

## Loop
De rivier ontspringt in de bossen van het 'Lake District' (merengebied) van de Noord-Wisconse regio Northern Highland nabij het meer Lac Vieux Desert nabij de grens met het Bovenschiereiland (Upper Peninsula) van Michigan en stroomt naar het zuiden over de glaciale vlakte van Centraal-Wisconsin, daarbij de stadjes Wausau en Stevens Point passerend. In het zuiden van Wisconsin ontmoet de rivier de in de ijstijd ontstane eindmorene, die nu de kloof Wisconsin Dells vormt (een dell is een kleine beboste vallei). Bij het dorp Portage ten noorden van de stad Madison buigt de rivier af naar het westen, doorstroomt het heuvelachtige Western Upland en stroomt uit in de Mississippi op ongeveer 5 kilometer ten zuiden van het dorp Prairie du Chien. Oorspronkelijk was de rivier tot op ongeveer 320 kilometer van haar monding bevaarbaar (tot Portage), maar sinds de bouw van een dam met sluis bij het dorp Prairie du Sac is het bevaarbare stuk aanmerkelijk verkort tot 150 kilometer.

## Geologie
De rivier ontstond in verschillende stadia. Het lagergelegen naar het westen stromende deel bevindt zich in het niet aan de laatste ijstijd (Weichselien) blootgestelde Driftless Area en waarschijnlijk is dit deel enkele miljoenen jaren ouder dan de rest van de rivier. De vallei van de benedenloop van de rivier is nauwer dan bij de bovenloop, wat tot de suggestie heeft geleid dat het bovenste deel van de oerrivier voor het Pleistoceen naar het oosten stroomde. De rest van de rivier werd langzaam gevormd met het oprukken en terugtrekken van gletsjers over de regio (staat) Wisconsin. Het stuk tussen Stevens Point in het zuiden en Merrill in het noorden vormde een afvoerroute voor smeltwater dan vanuit de gletsjers in het noorden van de huidige staat Wisconsin wegvloeide tijdens de laatste ijstijd. Naarmate de gletsjers zich verder terugtrokken naar het noorden, groeide de rivier ook verder uit in die richting. Ten zuiden van Stevens Point zou het smeltwater zijn afgestroomd naar het glaciale Wisconsinmeer, een prehistorisch ijsstuwmeer (proglaciaal meer) dat zich toen in het midden van de huidige staat Wisconsin bevond. Toen de temperaturen ongeveer 15.000 jaar geleden begonnen te stijgen, brak de ijsdam die het meer op haar plaats hield, waarop een catastrofale vloed ontstond, die de Wisconsin Dells vormde en de bovenloop van de rivier bereikte, daarbij de bovenloop met de oudere benedenloop (tussen Portage en Prairie du Chien) verbindend.

## Geschiedenis
Het eerste gedocumenteerde onderzoek naar de rivier door Europeanen vond plaats in 1673, toen de Fransen Louis Jolliet en Jacques Marquette vanaf het Michiganmeer met een kano de Foxrivier oppeddelden en daarop begin juni de plek van het huidige Portage bereikten. Op die plek liggen de Wisconsin en de Fox slechts ongeveer 3 kilometer van elkaar verwijderd, zodat de ontdekkingsreizigers hun boot konden overdragen (portage) van de Fox naar de Wisconsin. Ze voeren vervolgens ongeveer 320 kilometer de Wisconsin af naar de monding en bereikten de Mississippi op 17 juni. Andere ontdekkingsreizigers en handelaren volgden gedurende 150 jaar hun spoor dat bekend werd als de 'Fox-Wisconsinwaterweg' en dat uitgroeide tot een belangrijke transportverbinding tussen de Grote Meren en de Mississippi, alvorens in 1848 het Illinois- en Michigankanaal gereed kwam.
Begin 19e eeuw ontstond enige industrie langs de Wisconsin toen houtvesters de rivier gingen gebruiken voor de vlotterij stroomafwaarts van de noordelijke bossen naar de zaagmolens in nieuwe steden als Wausau. Tegen de jaren 1880 begonnen houtbedrijven de rivier af te dammen om ervoor te zorgen dat deze voldoende capaciteit had om het hout stroomafwaarts te vervoeren. Begin 20e eeuw werden nog meer dammen aangelegd, ditmaal voor het beperken van de kans op overstromingen en voor het opwekken van elektriciteit door waterkracht. De dammen zorgden ook voor meer toerisme, daar ze waterbekkens deden ontstaan zoals het huidige Wisconsinmeer, dat een grote aantrekkingskracht heeft op bootjesmensen en vissers. De rivier is nu afgedamd op 26 plekken. Door alle afdammingen is alleen het 150 kilometer lange stuk van Prairie du Sac tot de monding nog vrij bevaarbaar. Eind jaren 1980 werd dit deel van de rivier aangewezen als staat-rivierweg (state riverway) en werden nieuwe ontwikkelingen langs de rivier aan banden gelegd om haar landschappelijke integriteit te beschermen.
Momenteel loopt er een door de staat bekostigd project ter bescherming van de benedenloop van de rivier onder de naam Lower Wisconsin River State Riverway. Van het projectgebied wordt ongeveer 300 km² (75.000 acre, bestaande uit de rivier, riviereilanden en de oevers beschermd door het Departement voor Natuurlijke Hulpbronnen van de staat Wisconsin. In het vrije stroomgebied in de benedenloop bevinden zich de leefgebieden van diersoorten als witstaartherten, otters, bevers, schildpadden, Canadese kraanvogels, arenden, haviken en een aantal vissoorten.
- Gemeinsame Normdatei: 1301045691
- Library of Congress Control Number: sh85147104
- Nationale Bibliotheek van Israël: 987007558574305171
- Virtual International Authority File: 315526711